# 嫣红蔓
嫣红蔓（学名：Hypoestes phyllostachya）为爵床科枪刀菜属下的一个种。

## 扩展阅读
- 維基物種上的相關：嫣红蔓